# Kostel svatého Petra a Pavla (Bernartice, okres Jeseník)
Farní kostel svatého Petra a Pavla se nachází v Bernarticích v okrese Jeseník. Kostel s dochovanými raně gotickými portály a příporami v kněžišti byl barokně a později romanticky upraven. Kostel náleží pod Římskokatolickou farnost Bernartice u Javorníka, děkanát Jeseník, diecéze Ostravsko-opavská. Kostel je kulturní památkou ČR.

## Historie
První písemné prameny zmiňují kostel v Bernarticích v roce 1335. Jeho vznik lze řadit k obdobným kostelům, které vznikaly v období druhé poloviny 13. století, kam ji řadí i některé stavební prvky jako je vstupní portál, románsko-gotické jádro stavby atd. Vizitační zprávy z roku 1638 popisují krásnou figurální výzdobu stěn a zprávy z roku 1651 a 1666 uvádějí, že byl v kostele vymalován dřevěný strop obrazy dvanácti apoštolů a měl krásné sochy a obrazy. V roce 1711 byla ke kostelu přistavěna věž. V roce 1871 byla přistavěna kaple svaté Hedviky, strženy malé přístavky a upravena okna. Přestavbu vedl javornický stavitel Josef Schwarzer (?1833–1899). Opravy kostela probíhaly v letech 1923, 1932, 1948, 1971–1974 a 1993.
V kostele se nachází renesanční epitaf Bartoloměje Oerta z roku 1571 a náhrobek faráře Adama Merkela z doby po roce 1600.

## Popis
Jednolodní orientovaná stavba ukončená nižším a užším závěrem. Ke kněžišti přiléhá na severní straně sakristie. K jižní okapové straně lodi byla přistavěna kaple svaté Hedviky. K západnímu průčelí je přistavěna věž. V kostele byl zvon z roku 1430, který byl později přelit. Kolem kostela se rozkládá hřbitov ohrazený zídkou s barokní branou.

### Kněžiště
Kněžiště je nižší a užší než loď a má pravoúhlý půdorys s rovným závěrem, je zaklenuto křížovou žebrovou klenbou. Žebra mají klínový profil a vybíhají z příporových hlavic s bochníkovými patkami. Protnutí žeber ve vrcholu je překryto terčem s pětilistou reliéfní rozetou. Ve štítu rovného závěru jsou nad sebou dvě malá okénka se segmentovými záklenky.

### Sakristie
Patrová sakristie přiléhá k severní straně kněžiště. Je čtyřboká na obdélném půdoryse a oratoří v patře a se čtvercovou předsíni s valenou klenbou na jižní straně, východ do předsíňky u níž je gotický portál a votivní deska z roku 1596. Vstup do sakristie je pravoúhlý, strop je plochý, střecha pultová. Sakristie má kované dveře do kněžiště, kované dveře na schodiště na zasklenou plochostropou tribunu.

### Loď
Loď je podélného půdorysu s rovným napříč trámem dělený omítnutý dřevěný strop. V okapových stěnách lodi jsou prolomená dvě vysoká okna s lomeným záklenkem. Na jižní stěně byly dodatečně prolomeny tři průchody zakončené plným obloukem do kaple sv. Hedviky. V západní části lodi je na dvou litinových sloupech položena kruchta. Na severní straně podkruchtí je malé okno. Loď je oddělena od kněžiště triumfálním lomeným obloukem. Loď i kněžiště nají hladkou fasádu, členěnou okny a záklenky. Střecha je sedlová.

### Kaple svaté Hedviky
K jižní straně po celé délce lodi byla přistavěna kaple svaté Hedviky, která je završena cimbuřím. V jižní zdi uprostřed je dodatečně osazen gotický portál. Kaple je plochostropá, v jižní a západní zdi je po dvou hrotitých oknech v mělkých nálevkovitých špaletách. Stěny jsou hladké.

### Věž
Věž je osově přistavěna k západnímu průčelí kostela. Hranolová stavba na čtvercovém půdorysu je zakončena cibulovou střechou s lucernou, krytou měděným plechem. Věž je členěná pravoúhlým oknem v prvním patře a dvěma okny nad sebou nad obvodovými římsami a okny na každé straně zvonového patra. Fasádu věže tvoří lizénové rámy, dvě obvodové římsy a korunní římsa. Ve zvonovém patře na jižní a východní straně jsou umístěny věžní hodiny s ciferníkem. Podvěží je původní předsíň s barokním portálem.

## Interiér
Interiér je novogotický. Votivní morový obraz z 16. století, empírová křtitelnice z roku 1819.